# Pete Bellotte
Pete Bellotte, född 1946, brittisk musiker och producent.
Pete Bellotte hade ett framgångsrikt samarbete med Giorgio Moroder under 1970-talet. Från deras Musicland Studios i München producerade de en rad hits för Donna Summer (bl.a. "Love to Love You Baby) och andra artister. De producerade även musik som gruppen Munich Machine. 2004 upptogs Bellotte tillsammans med Moroder och Donna Summer i Dance Music Hall of Fame vid en ceremoni i New York.